# Liberty Media
Liberty Media Corporation, vaak aangeduid als Liberty Media, is een Amerikaans mediaconglomeraat. Onder de verschillende bedrijven gecontroleerd door Liberty Media bevindt zich de Formula One Group, die wereldwijd de televisierechten van het FIA Formule 1-wereldkampioenschap commercialiseert.
Liberty Media ontstond in 1991 als een spin-off van Tele-Communications Inc., een leverancier van kabeltelevisie. Ook de overname van de IDT Entertainment Division van IDT Corporation in 2006 droeg bij tot de groei van de groep.
Liberty Media wordt bestuurd door voorzitter John C. Malone, die de meerderheid van de stemgerechtigde aandelen bezit. Het hoofdkantoor is gevestigd in Douglas County in de staat Colorado. De dagelijkse leiding van het bedrijf is in handen van CEO Greg Maffei, voormalig CFO van onder andere Oracle en Microsoft.
Liberty Media werd meerderheidsaandeelhouder van de Formula One Group door een overname van het aandeelhouderspakket van de vorige meerderheidsaandeelhouder, CVC Capital Partners, aangevuld met aandelen van Bernie Ecclestone zelf en zijn familiale vennootschap Bambino Trust.
Game Show Network is een gemeenschappelijke dochter van Sony Pictures Entertainment en Liberty Media. TruTV, dat de hele dag door programma's over rechtszaken, rechtspleging en politiewerk uitzendt, was dan weer een gemeenschappelijke dochter van WarnerMedia en Liberty Media tot WarnerMedia in 2006 alle aandelen overkocht. Liberty Media is met 32% van de aandelen ook de grootste aandeelhouder van News Corporation en is een belangrijke aandeelhouder van Live Nation Entertainment.
Liberty Media is de hoofdaandeelhouder van het Vlaams-Belgische Telenet.
Het bedrijf is ook eigenaar van een Amerikaans honkbalteam, de Atlanta Braves, actief in de Major League Baseball, meer bepaald de Eastern Division van de National League.